# Кэйо-Тамагава (станция)
Станция Кэйо-Тамагава (яп. 京王多摩川駅 кэйо тамагава эки) — железнодорожная станция на линии Сагамихара, расположенная в городе Тёфу префектуры Токио.

## Планировка станции
2 пути и две боковые платформы.
| 1 | ■ Линия Сагамихара | Кэйо-Ёмиури-Рандо, Тама-Центр, Хасимото              |
| 2 | ■ Линия Сагамихара | Тёфу, Мэйдаймаэ, Сасадзука, Синдзюку, Линия Синдзюку |

## Близлежащие станции
| «                           | «                | Вид обслуживания | »                 | »                 |
| Линия Сагамихара            | Линия Сагамихара | Линия Сагамихара | Линия Сагамихара  | Линия Сагамихара  |
| --------------------------- | ---------------- | ---------------- | ----------------- | ----------------- |
| Express: не останавливается |                  |                  |                   |                   |
| Тёфу                        | Тёфу             | Local            | Кэйо-Инададзуцуми | Кэйо-Инададзуцуми |